# Palacz

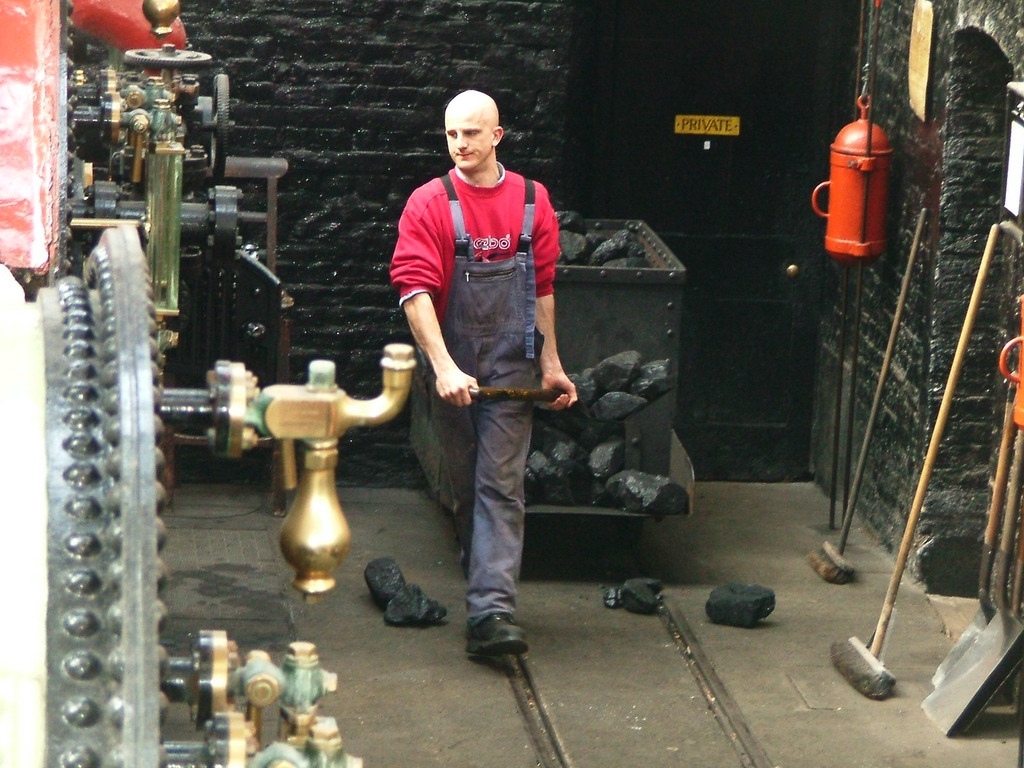
Współczesny palacz przy pracy

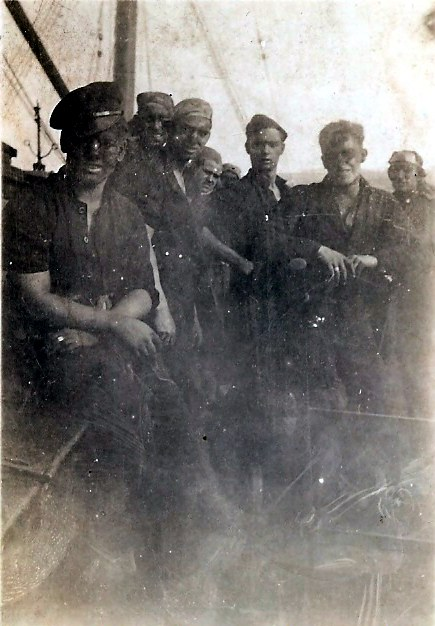
Palacze okrętowi na brytyjskim parowcu HMS Cyclops (1905)

Palacz – pracownik obsługujący palenisko pieca lub kotła. Tradycyjne określenie pracownika obsługującego parowóz na kolei oraz palacza w kotłowniach miejskich i na statkach lub okrętach.

## Lista zawodów
- Palacz kotłów c.o. gazowych
- Palacz kotłów c.o. wodnych rusztowych
- Palacz kotłów parowych
- Palacz pieców zwykłych